# René Boutin
René Boutin est un artiste océanien de Nouvelle-Calédonie résolument engagé au travers de ses installations dans les questionnements du monde d'aujourd'hui, et des sociétés post-coloniales en particulier.